# Marie Madoé Sivomey
Marie Madoé Sivomey, nacida Marie Madoé Gbikpi-Benissan (Aného, 3 de julio de 1923 - Lomé, 15 de septiembre de 2008, fue una funcionaria y política togolesa, la primera mujer alcaldesa de Togo y más precisamente de la capital de este país, de 1967 a 1974.

## Biografía
Nació en 1923 en el seno de una familia cristiana en Aného, una ciudad del sudeste de Togo, a 50 kilómetros de Lomé, en la Región Marítima, centro espiritual del pueblo Mina. Su hermano, Jean Kuassi Gbikpi, se convirtió más tarde en arzobispo emérito de Lomé. Hizo la escuela primaria allí y luego en Porto Novo, en Benín. Después asistió al Curso complementario de Lomé.
Contratada por la administración colonial francesa, trabajó de 1940 a 1945 en el Departamento de Finanzas. Luego, en el marco del África Occidental Francesa (AOF), continuó esta labor en el Departamento de finanzas de 1945 a 1953, y en el Departamento de contribuciones directas en Bobo-Dioulasso. Al regresar a Togo, un país independiente, en 1960, trabajó durante dos años, de 1960 a 1962, en el Departamento de contribuciones directas. Luego se desempeñó como Secretaria administrativa principal y finalmente como Directora de Asuntos Sociales desde 1963. Al mismo tiempo, en 1961, se convirtió en la primera mujer togolesa que participó en un período de sesiones de la Asamblea General de las Naciones Unidas, y fue también miembro de varias delegaciones togolesas en simposios y congresos.
Tras el golpe de Estado militar de enero de 1967 y el acceso a la presidencia de Gnassingbé Eyadema, todos los órganos elegidos se disolvieron en 1967, se prohibieron los partidos políticos y la administración de las comunas pasó a ser responsabilidad de «delegaciones especiales». En este tenso contexto, Marie Madoé Sivomey fue nombrada el 24 de julio de 1967 alcaldesa del Ayuntamiento de Lomé, como una experimentada personalidad de la sociedad civil. Permaneció en el cargo hasta el 17 de mayo de 1974.
Murió el 15 de septiembre de 2008, en Lomé, a la edad de 87 años.